# فيروس 75V 2621
فيروس 75V 2621 (بالإنجليزية: 75V 2621 virus)‏ هو سلاسلة ضمن جنس الفيروسة البنياوية.